# Братислава III (район)
Район Братислава III — район Словакии. Находится на территории Братиславы. В район входят городские части Вайноры, Нове Место, Рача.

## География
В южной части района располагается озеро Кухайда, а на восточной окраине — затопленный карьер Вайнорске.

## Население
| Год:        | 1994   | 2004    | 2014    | 2024     |
| ----------- | ------ | ------- | ------- | -------- |
| Broj ljudi: | 64 587 | 61 614  | 63 081  | 78 125   |
| Разница:    |        | −4,60 % | +2,38 % | +23,84 % |

| Год:                | 2023   | 2024    |
| ------------------- | ------ | ------- |
| Количество человек: | 77 594 | 78 125  |
| Разница:            |        | +0,68 % |

### Статистические данные (2001)
Национальный состав:
- Словаки — 92,7 %
- Венгры — 2,5 %
- Чехи — 2,0 %

Конфессиональный состав:
- Католики — 58,5 %
- Лютеране — 6,4 %
- Греко-католики — 0,8 %